# Ľubomír Luhový
Ľubomír Luhový (Považská Bystrica, 31 de març de 1967) és un exfutbolista eslovac. Va ser internacional 11 vegades, tant amb la selecció de Txecoslovàquia primer, com amb la selecció d'Eslovàquia posteriorment.